# Берн
Берн (нім. Bern, фр. Berne, італ. Berna) — де-факто — столиця Швейцарії, четверте за кількістю населення місто країни (після Цюриха, Женеви та Базеля). Також є столицею кантону Берн. Швейцарці офіційно називають Берн не столицею, а «федеральним містом» (нім. Bundesstadt).
Більшість населення Берна розмовляє німецькою мовою, точніше — верхньоалеманською говіркою. Є деякий відсоток франкомовних мешканців.
З 1983 року Стара частина Берна визнана об'єктом Світової спадщини ЮНЕСКО.

## Історія
Герцог Бертольд V з Церінґена заснував місто на річці Ааре в 1191 році і, згідно з легендою, назвав його на вшанування ведмедя, якого він убив незадовго до того. Імператор Священної Римської Імперії Фрідріх II зробив Берн вільним імперським містом у 1218 році після того, як Бертольд V помер, не залишивши спадкоємця. У 1353 році Берн приєднався до молодої Швейцарської Конфедерації та став провідним містом нової держави. Берн завоював кантони Ааргау в 1415 році і Во у 1536-му, а також декілька менших територій, що зробило його найбільшим містом-державою на північ від Альп. Місто було окуповане французькими військами у 1798 році під час Французьких революційних війн і позбавлене більшості територій. У 1798 році місто стало столицею кантону Берн, а в 1848 році — столицею Швейцарії.

## Географія

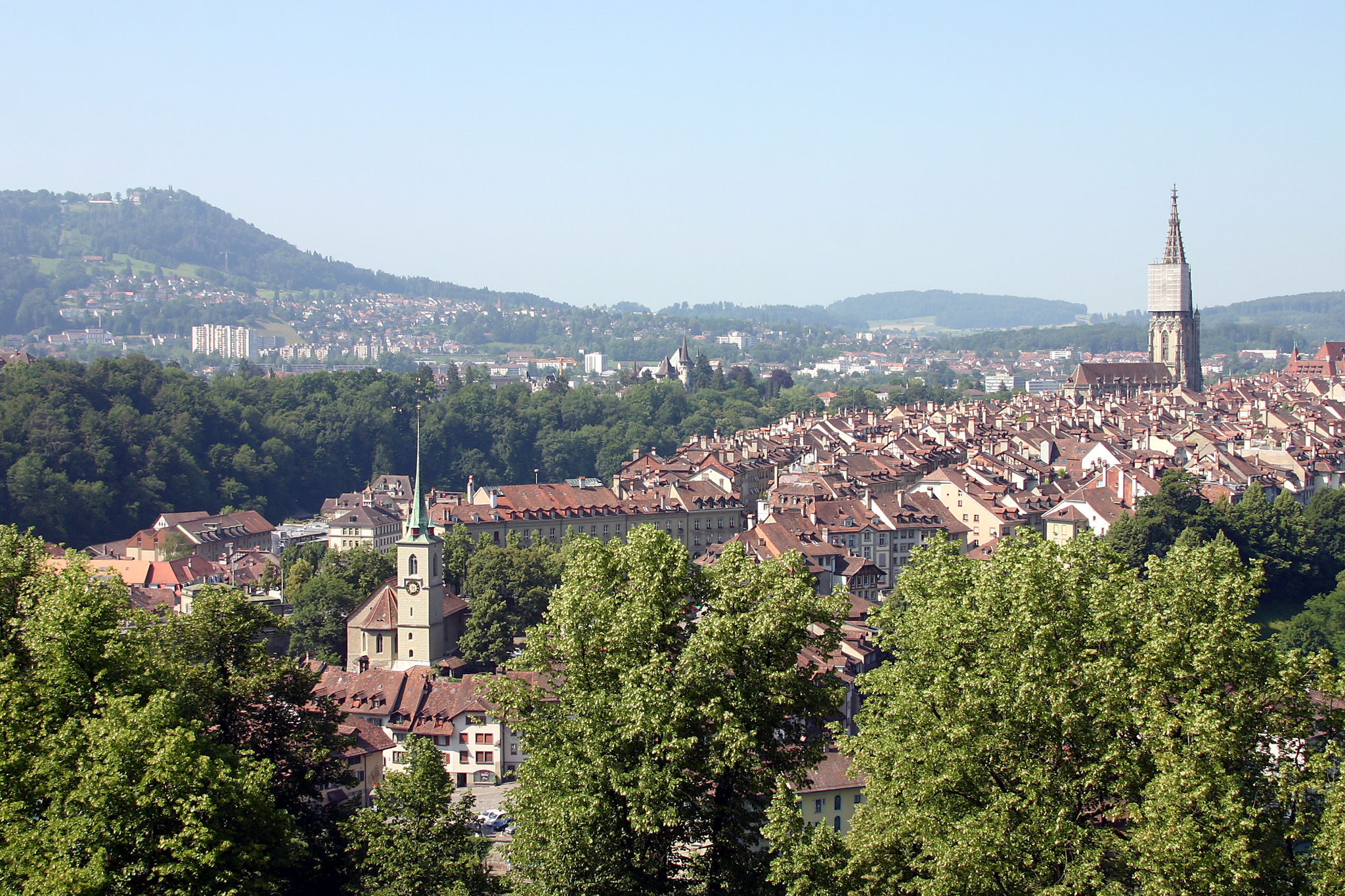
Берн

Місто розташоване в кантоні Берн, на південній частині Швейцарського плато, за 20  км на північ від Бернських Альп.
Ландшафт навколо Берна був сформований льодовиками в останньому льодовиковому періоді.
Дві найближчі гори біля Берна — Гюртен (858 метрів) і Батігер (947 метрів).
Спочатку місто було побудоване на горбистому півострові, оточеному річкою Ааре — це надавало місту природний захист у часи Середньовіччя, але до початку XIX столітті місту стали тісні природні кордони. Були побудовані мости, щоб місто могло вийти за межі Ааре.
Берн побудований на місцевості з великими перепадами висот. Різниця висот між центральними районами міста на берегах Ааре (Матті, Марзой) і більш високими районами (Кірхенфельд, Ленггассе) досягає 60 метрів.
Станом на 2019 Берн має площу 51,6 км², з яких на 45% дозволяється будівництво (житлове та будівництво доріг), 19% використовуються в сільськогосподарських цілях, 33,6% зайнято лісами, 2,4% не є продуктивними (річки, льодовики або гори).

З власне міської території Берна 3,6 % складають промислові будівлі, 21,7 % — житлові та інші будівлі, а 12,6 % зайнято транспортною інфраструктурою. Об'єкти енергетики та водопостачання займають 1,1 % площі міста, а ще 6,0 % займають парки, сквери та спортивні майданчики.

## Клімат
Берн має вологий континентальний клімат (Dfb за класифікацією кліматів Кеппена), граничний з морським кліматом (Cfb).
Найближча до Берна метеостанція знаходиться в муніципалітеті Золлікофен, приблизно за 5 кілометрів на північ від центру міста. Найтеплішим місяцем у Берні є липень з середньодобовою температурою 18,3° C і денною максимальною температурою 24,3° C. У серпні 2003 року в Берні зареєстрована найвища температура, яка склала 37,0° C.
Січень, у середньому, є найхолоднішим місяцем з середньодобовою температурою -0,4° C і денною мінімальною температурою -3,6° C. Найнижча температура, яка коли-небудь була зареєстрована в Берні, становила -23,0° C та була зафіксована в лютому 1929 року.
| Клімат Берна            | Клімат Берна | Клімат Берна | Клімат Берна | Клімат Берна | Клімат Берна | Клімат Берна | Клімат Берна | Клімат Берна | Клімат Берна | Клімат Берна | Клімат Берна | Клімат Берна | Клімат Берна |
| Показник                | Січ.         | Лют.         | Бер.         | Квіт.        | Трав.        | Черв.        | Лип.         | Серп.        | Вер.         | Жовт.        | Лист.        | Груд.        | Рік          |
| Абсолютний максимум, °C | 15,9         | 18,5         | 23,0         | 28,2         | 31,4         | 33,7         | 36,8         | 37,0         | 31,6         | 25,5         | 20,8         | 19,1         | 37,0         |
| Середній максимум, °C   | 2,8          | 4,7          | 9,5          | 13,4         | 18,2         | 21,6         | 24,3         | 23,7         | 19,1         | 13,8         | 7,3          | 3,5          | 13,5         |
| Середня температура, °C | −0,4         | 0,7          | 4,7          | 8,1          | 12,7         | 16,0         | 18,3         | 17,7         | 13,7         | 9,3          | 3,7          | 0,6          | 8,8          |
| Середній мінімум, °C    | −3,6         | −3,1         | 0,2          | 3,0          | 7,4          | 10,5         | 12,5         | 12,3         | 8,9          | 5,4          | 0,4          | −2,3         | 4,3          |
| Абсолютний мінімум, °C  | −21,8        | −23          | −15,6        | −7,9         | −2,2         | 0,9          | 3,6          | 3,5          | −0,8         | −5,5         | −13,9        | −20,5        | −23          |
| Норма опадів, мм        | 60           | 55           | 73           | 82           | 119          | 111          | 106          | 116          | 99           | 88           | 76           | 74           | 1059         |
| Вологість повітря, %    | 84           | 79           | 73           | 71           | 73           | 71           | 71           | 73           | 79           | 84           | 85           | 85           | 77           |
| ----------------------- | ------------ | ------------ | ------------ | ------------ | ------------ | ------------ | ------------ | ------------ | ------------ | ------------ | ------------ | ------------ | ------------ |
| Джерело: Meteo Swiss    |              |              |              |              |              |              |              |              |              |              |              |              |              |

## Демографія
2019 року в місті мешкало 134 591 особа (+8,2% порівняно з 2010 роком), іноземців було 24,9%. Густота населення становила 2607 осіб/км².
За віковим діапазоном населення розподілялося таким чином: 16,7% — особи молодші 20 років, 66,1% — особи у віці 20—64 років, 17,2% — особи у віці 65 років та старші. Було 65169 помешкань (у середньому 2 особи в помешканні).
Із загальної кількості 188 252 працюючих 315 було зайнятих в первинному секторі, 15 242 — в обробній промисловості, 172 695 — в галузі послуг.
Більша частина населення (станом на 2000 рік) говорить німецькою (104 465 або 81,2 %), італійська мова є другою найбільш поширеною (5062 або 3,9 %), а французька — третьою (4671 або 3,6 %). 171 особа говорить рето-романською.
Станом на 2008 рік серед жителів Берна було 47,5 % чоловіків і 52,5 % жінок. Населення складалося:
- швейцарські чоловіки — 44 032 (35,4 % населення),
- нешвейцарські чоловіки — 15 092 (12,1 %),
- швейцарські жінки — 51 531 (41,4 %),
- нешвейцарських жінки — 13 726 (11,0 %).

Жителі Берна за місцем народження (станом на 2000 рік):
- народилися в Берні — 39 008 або близько 30,3 %,
- народилися в кантоні Берн — 27 573 або 21,4 %,
- народилися десь ще в Швейцарії — 25 818 або 20,1 %,
- народилися за межами Швейцарії — 27 812 або 21,6 %.

Сімейний стан (на 2000 рік):
- 59 948 осіб, які були самотніми і ніколи не перебували у шлюбі,
- 49 873 одружених,
- 9 345 вдів або вдівців,
- 9 468 розлучених.

## Транспорт
Громадський транспорт у Берні та околицях є під орудою компанії BERNMOBIL, яка інтегрована в мережу проїзду ліберо з узгодженими розкладами руху, та охоплює терени кантонів Берн та Золотурн. Представлено S-Bahnом, автобусами PostAuto, трамваями, автобусами та тролейбусами. Також у місті діє фунікулер Марцилібан.
Станція Берн (станція) є залізничною брамою міста, а аеропорт — повітряною.

## Релігія
За даними перепису 2000 року 60 455 осіб, або 47,0 % населення міста, належали до Швейцарської реформатської церкви, а 31 510 осіб, або 24,5 %, були католиками. 1874 особи належали до православної церкви (або близько 1,46 % населення), 229 осіб (або близько 0,18 % населення), належали до Християнсько-католицької церкви Швейцарії, 5 531 особа (або близько 4,30 % населення) належала до інших християнських церков. 324 особи (або близько 0,25 % населення) були юдеями, 4907 (або близько 3,81 % населення) — були мусульманами. 629 осіб були буддистами, 1430 — індуїстами, 177 осіб належали до іншої церкви. 16 363 особи були агностиками або атеїстами, а 7855 осіб (або близько 6,11 % населення) не відповіли на питання про релігійну приналежність.

## Освіта
У Берні знаходяться два університети: Бернський університет, заснований у 1834 році, і Бернський університет прикладних наук.

## Культура

### Музеї
- Бернський історичний музей
- Бернський музей природної історії
- Альпійський музей Швейцарії
- Музей мистецтв
- Будинок-музей Альберта Ейнштейна
- Кунстгалле
- Центр Пауля Клее

### Театри
- Бернський театр[10], відкрився 1903 року оперою Ріхарда Вагнера «Тангейзер»
- Нарренпакський театр Берна[11]
- Театр Шлахтагауза[12]
- Театр Тоджо
- Театр на Еффінгер-штрассе[13]
- Бернський ляльковий театр

### Музичні колективи
- Бернський симфонічний оркестр, заснований 1877 року
- Бернський камерний оркестр (Camerata Bern)

## Цікавинки
Берн багатий на пам'ятки. Стара частина міста, у якій і сконцентрована більшість пам'яток, в 1983 році була внесена ЮНЕСКО до списку Світової спадщини. Особливістю старої частини міста є наявність безлічі «аркад» — навісів, що тягнуться вздовж вулиць. У дощову погоду аркади рятують жителів міста, що забули вдома парасольку.
Собор (Мюнстер, Münster). Собор Берна вважається найважливішим пізньоготичним храмом Швейцарії. Його спорудження розпочалося у 1421 році, але храм (вірніше, його вежа) був остаточно добудований тільки в 1893 році. Неабияку цінність мають такі деталі убрання собору, як меблі та вітражі. Майже всі вони відносяться до XV століття, тільки два вітражі зі старозавітними сценами виконано набагато пізніше — в XIX столітті. З архітектурної точки зору собор є тринефною базилікою.

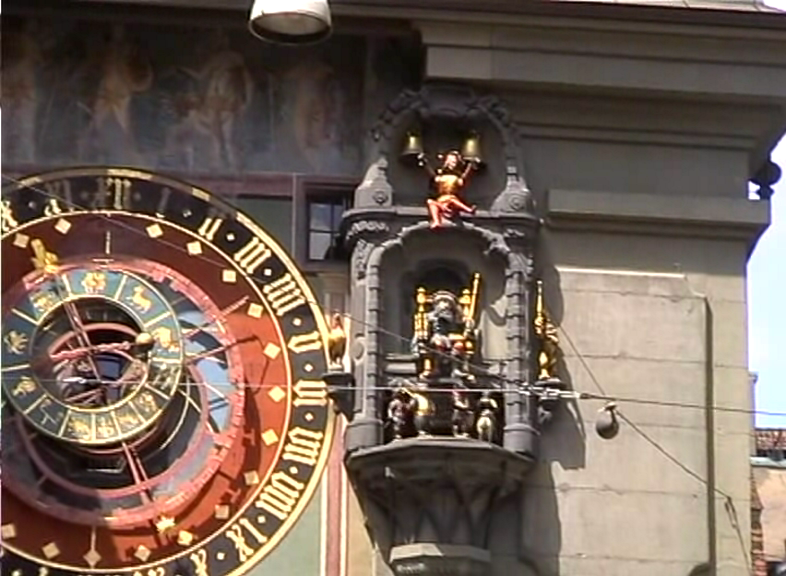
Годинникова вежа

Годинникова вежа (Zytglogge) з комірами. У минулому вона була частиною міських мурів, брама у вежі була однією з декількох міських брам. На східному фасаді вежі розташований астрономічний годинник, встановлений там у 1530 році. Механізм годинника приводить в рух механічні фігури (півень, ведмеді, Хронос), кожну годину вони розігрують гру. Виступ починається за чотири хвилини до настання нової години. Також годинник показує рух зірок і знаки зодіаку. Раніше цей годинник був головним годинником міста та еталоном часу, решта всіх годинників звірялася за ним.
На честь міста названо астероїд 1313 Берна.

## Галерея

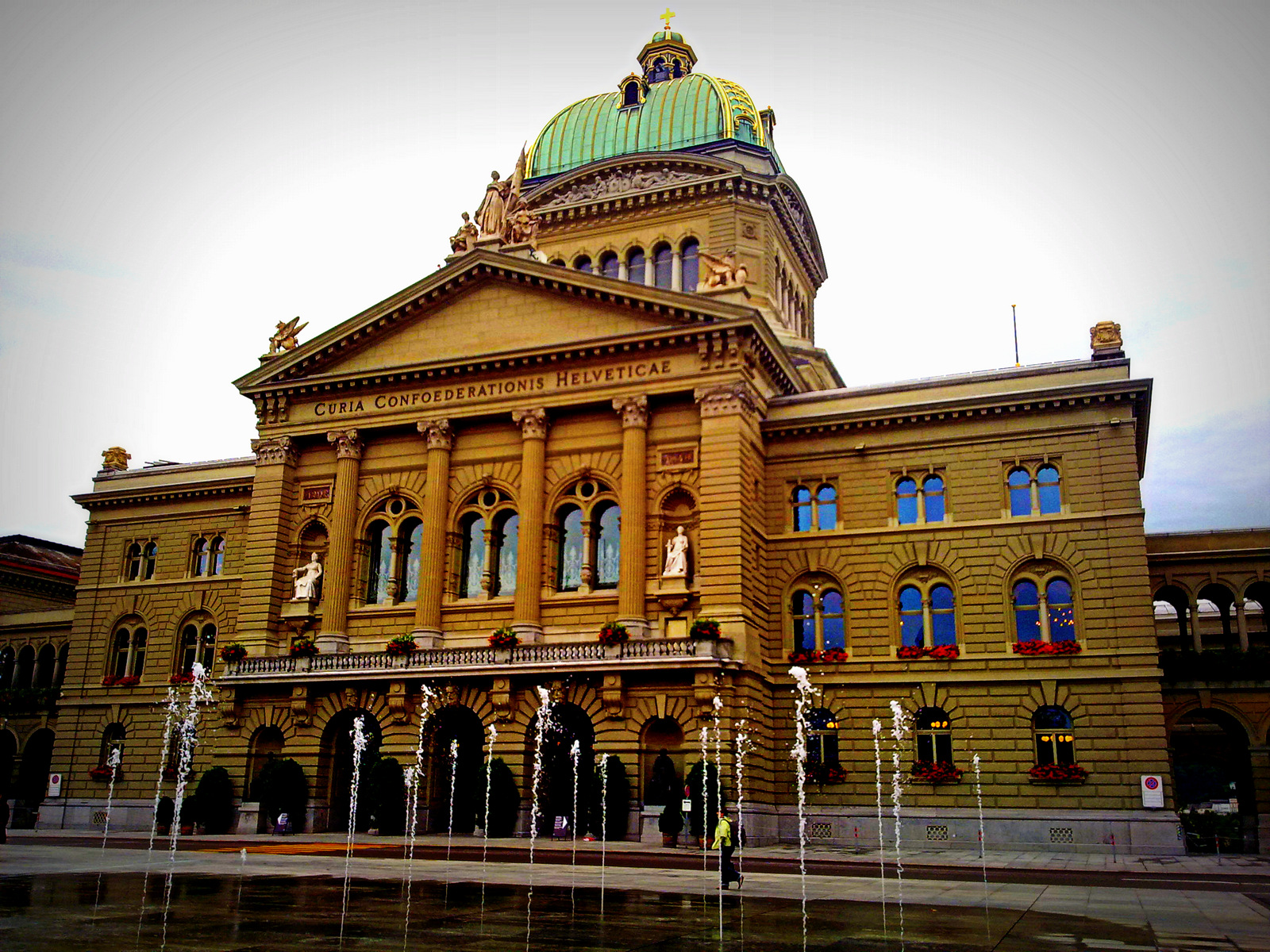
Федеральний Палац Швейцарії (парламент країни)
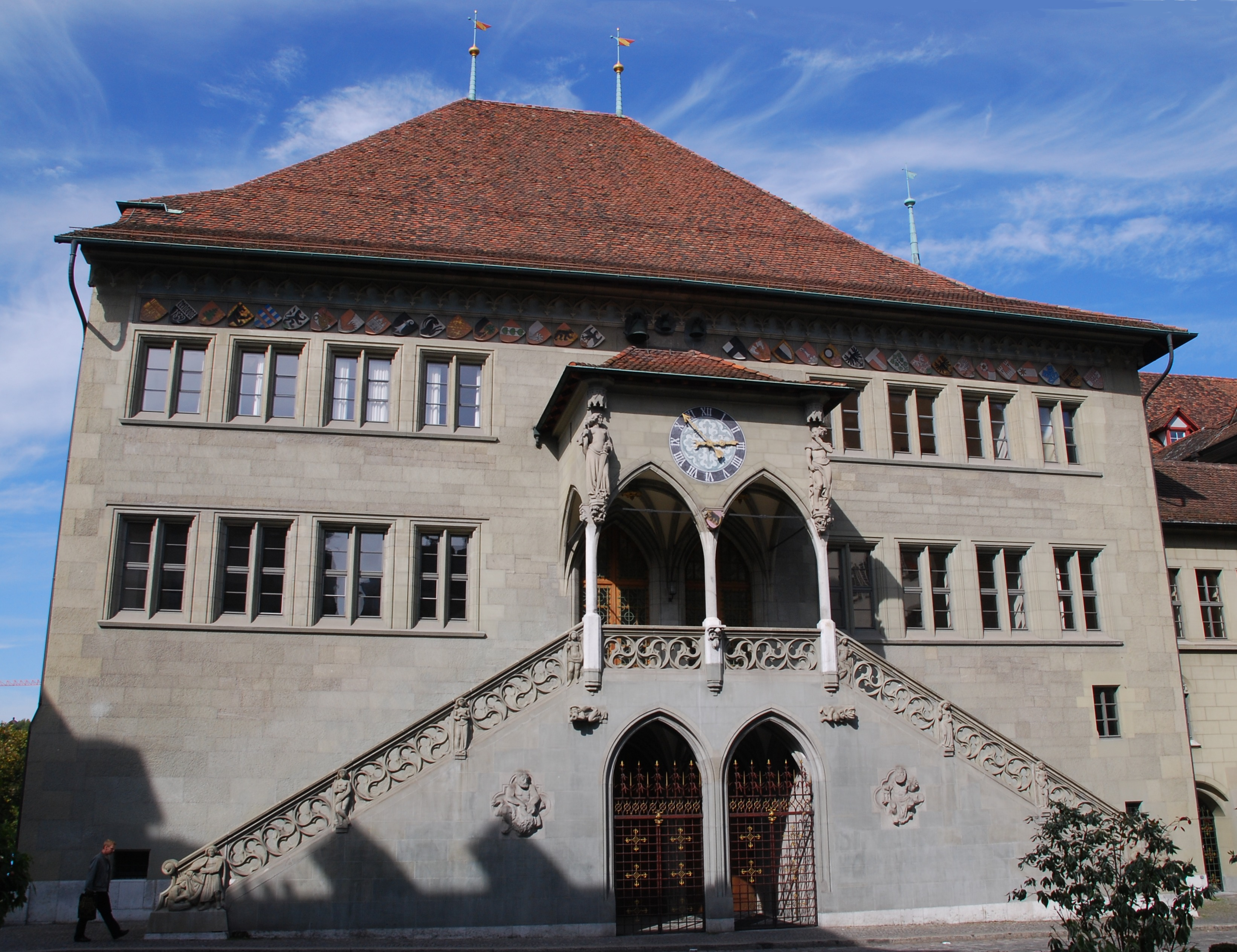
Ратуша
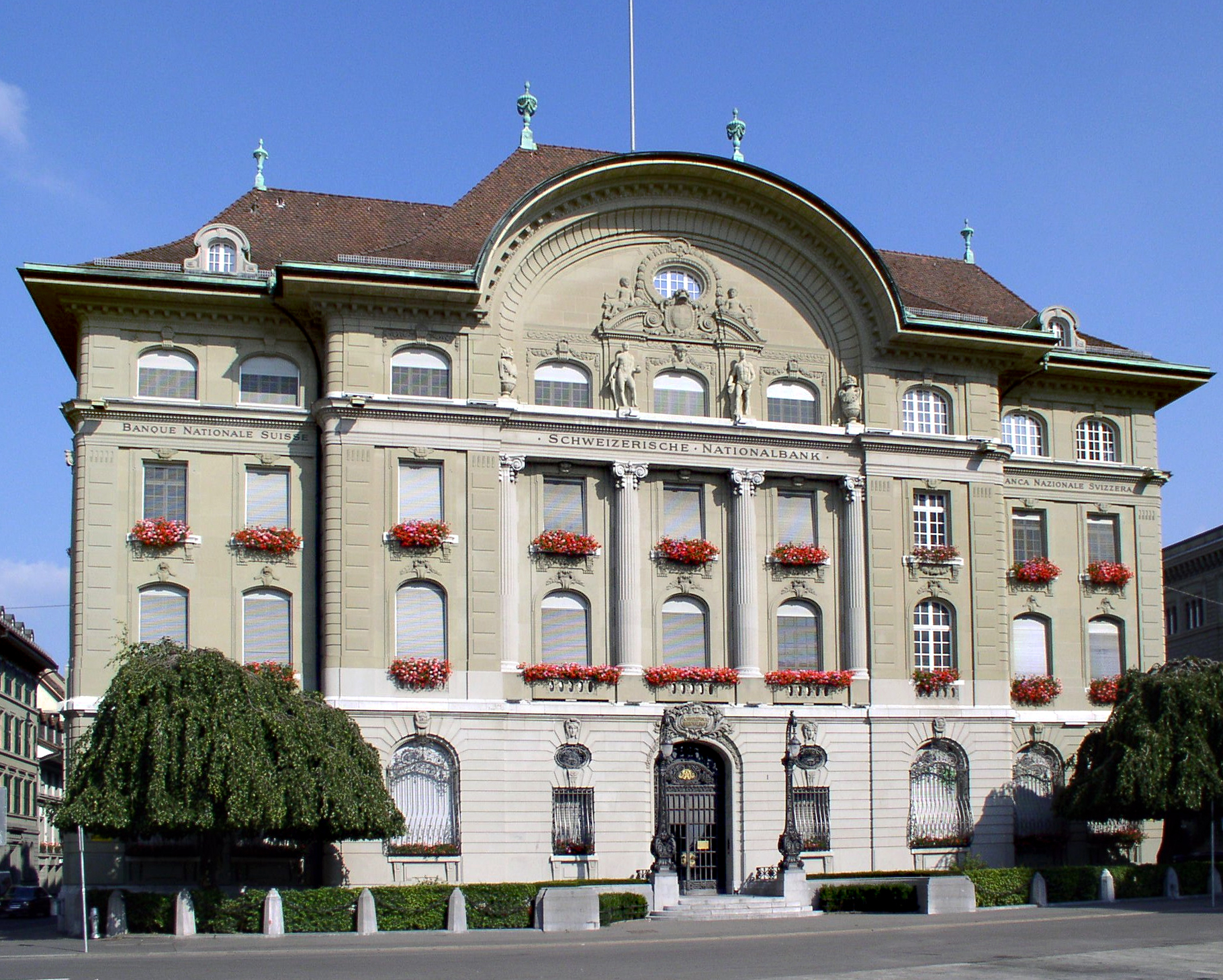
Штаб-квартира Національного банку Швейцарії в Берні
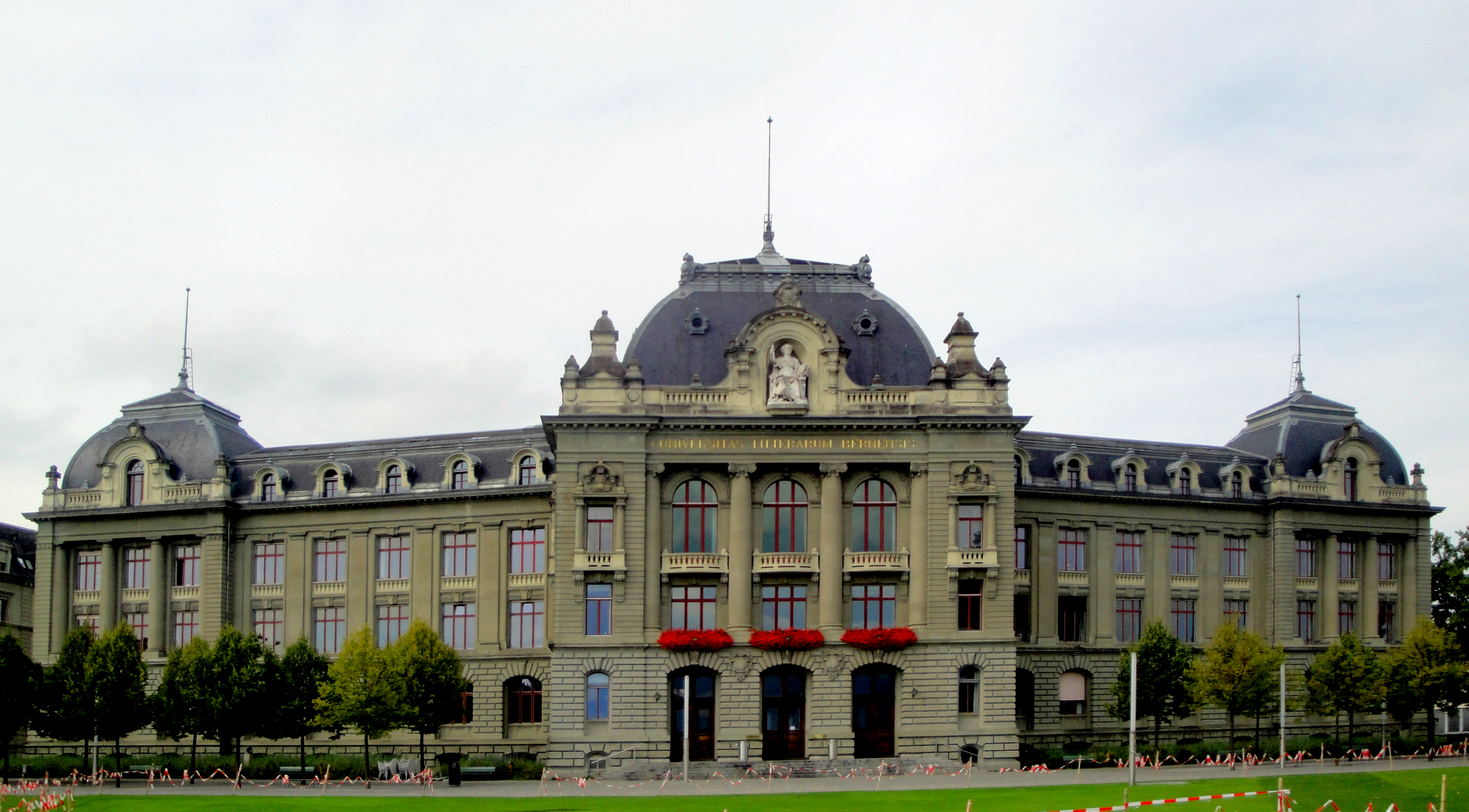
Головний корпус Бернського університету
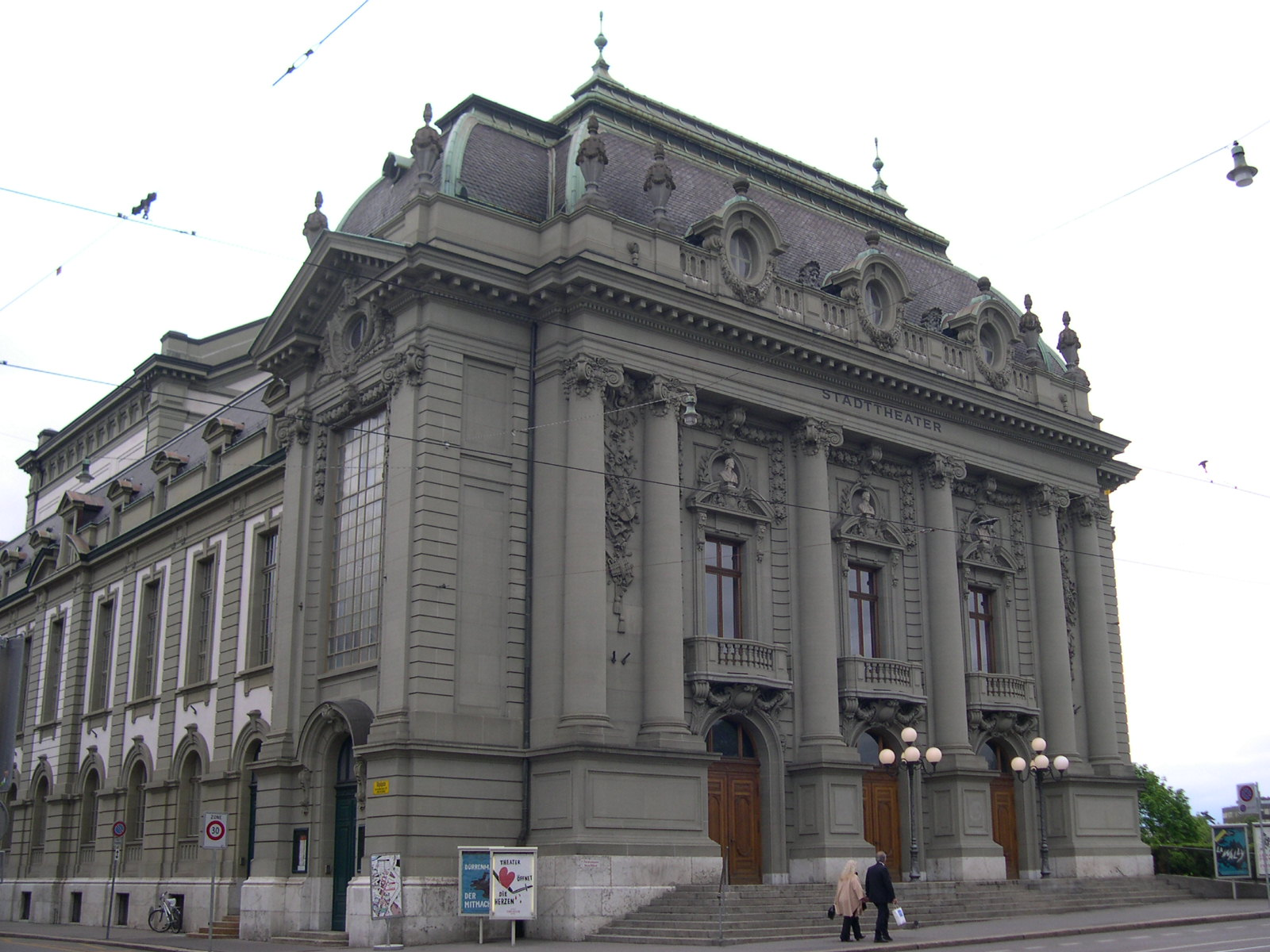
Театр
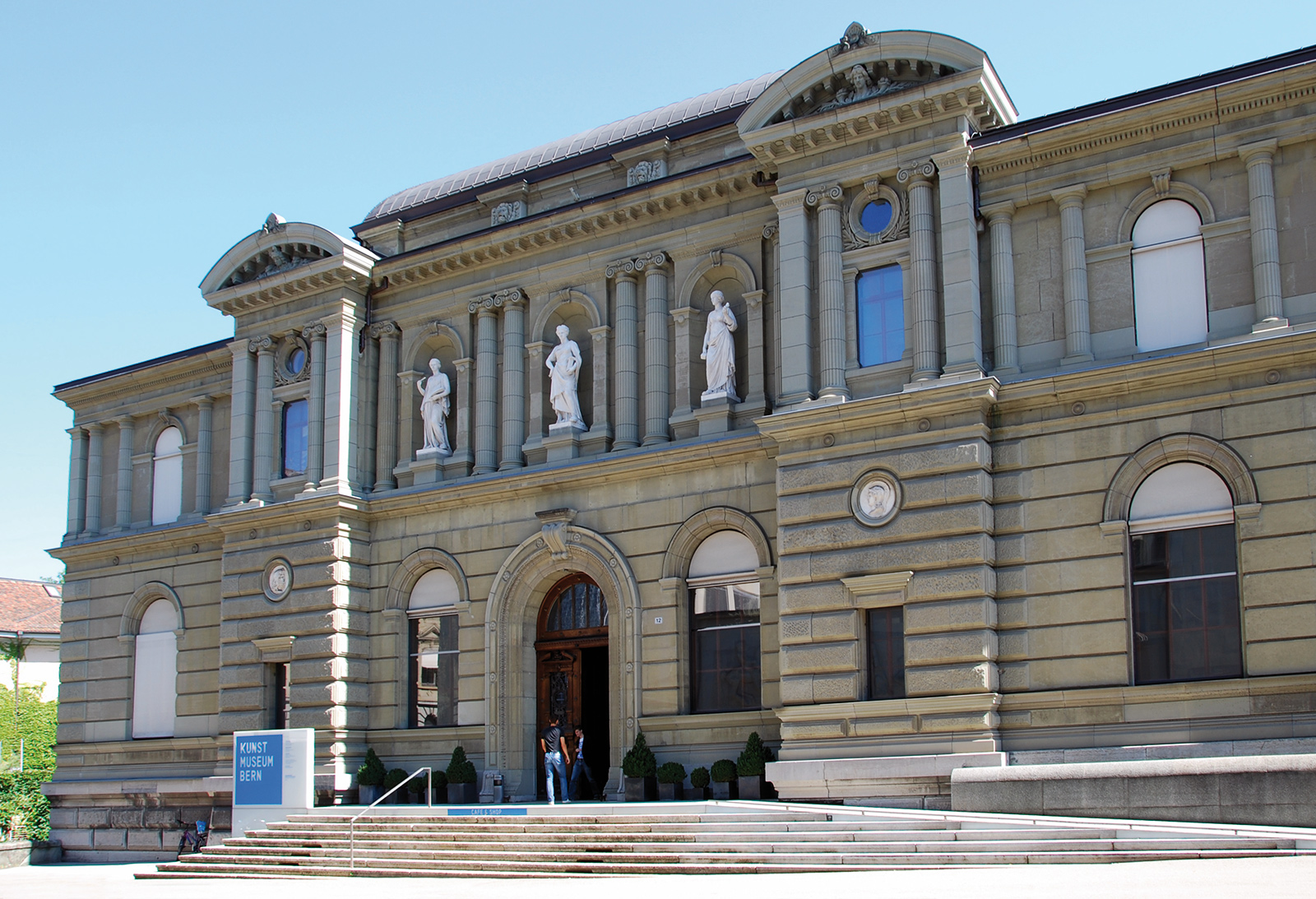
Музей мистецтв
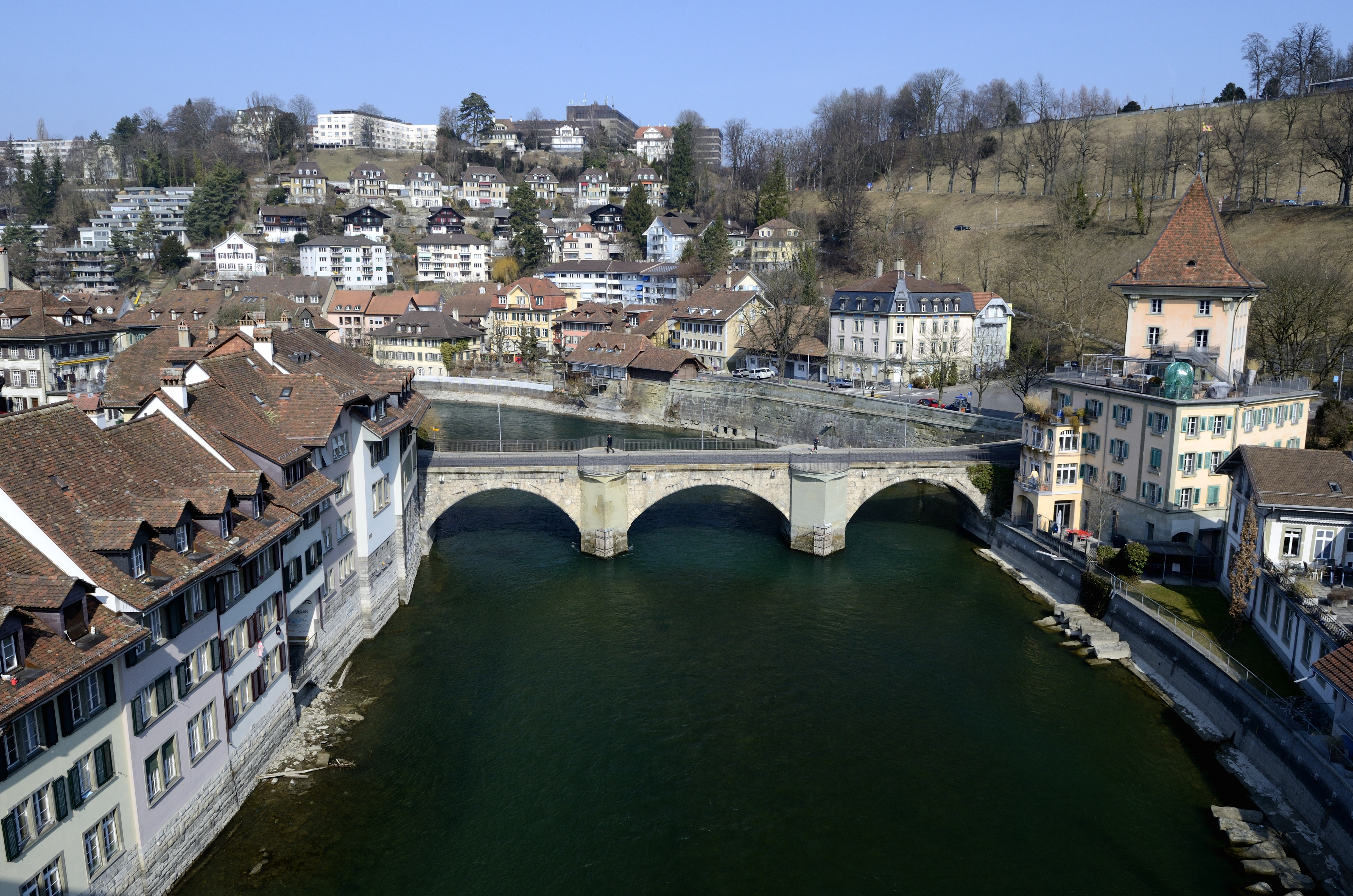
Бернський міст
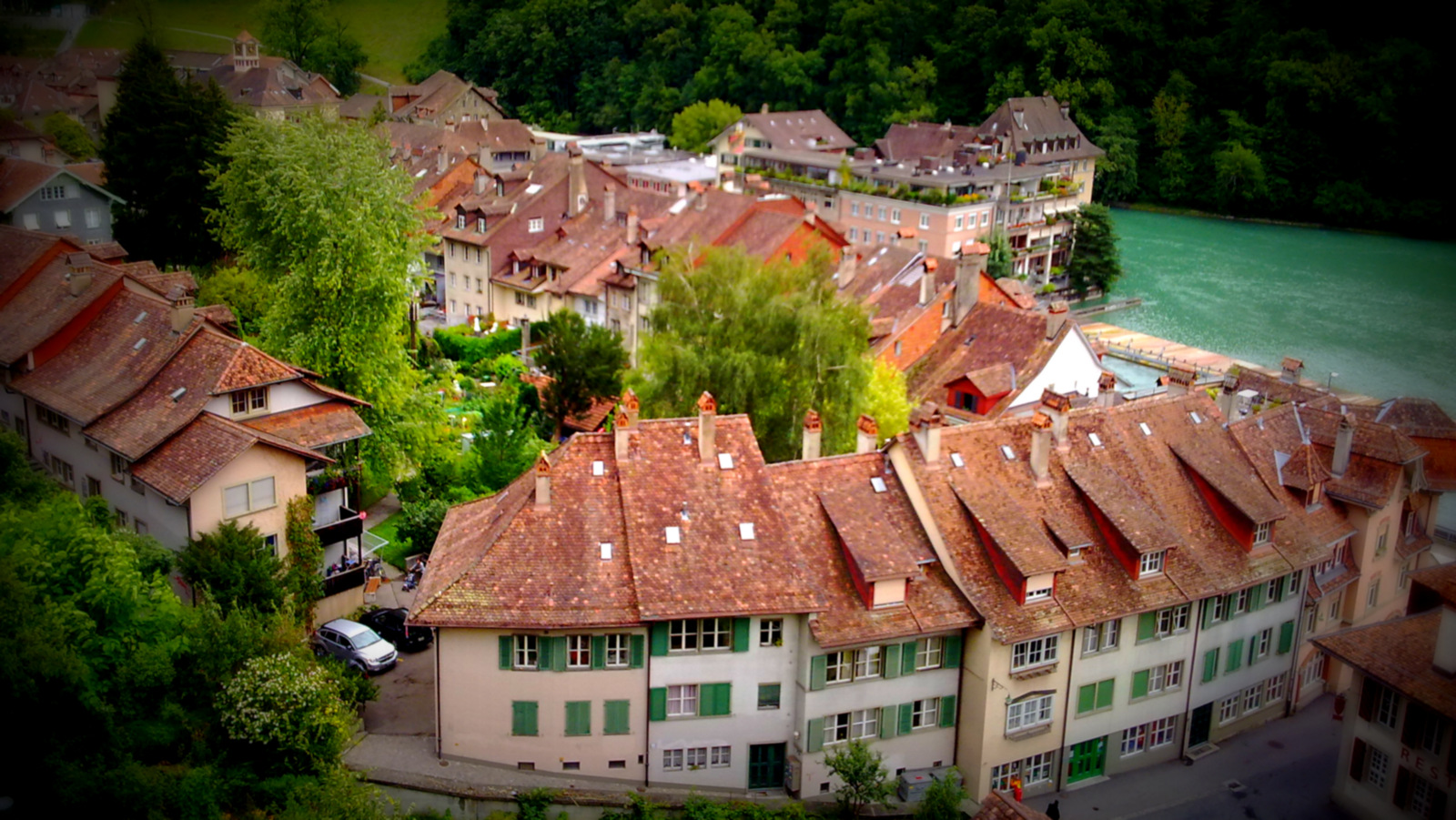
Стара частина міста
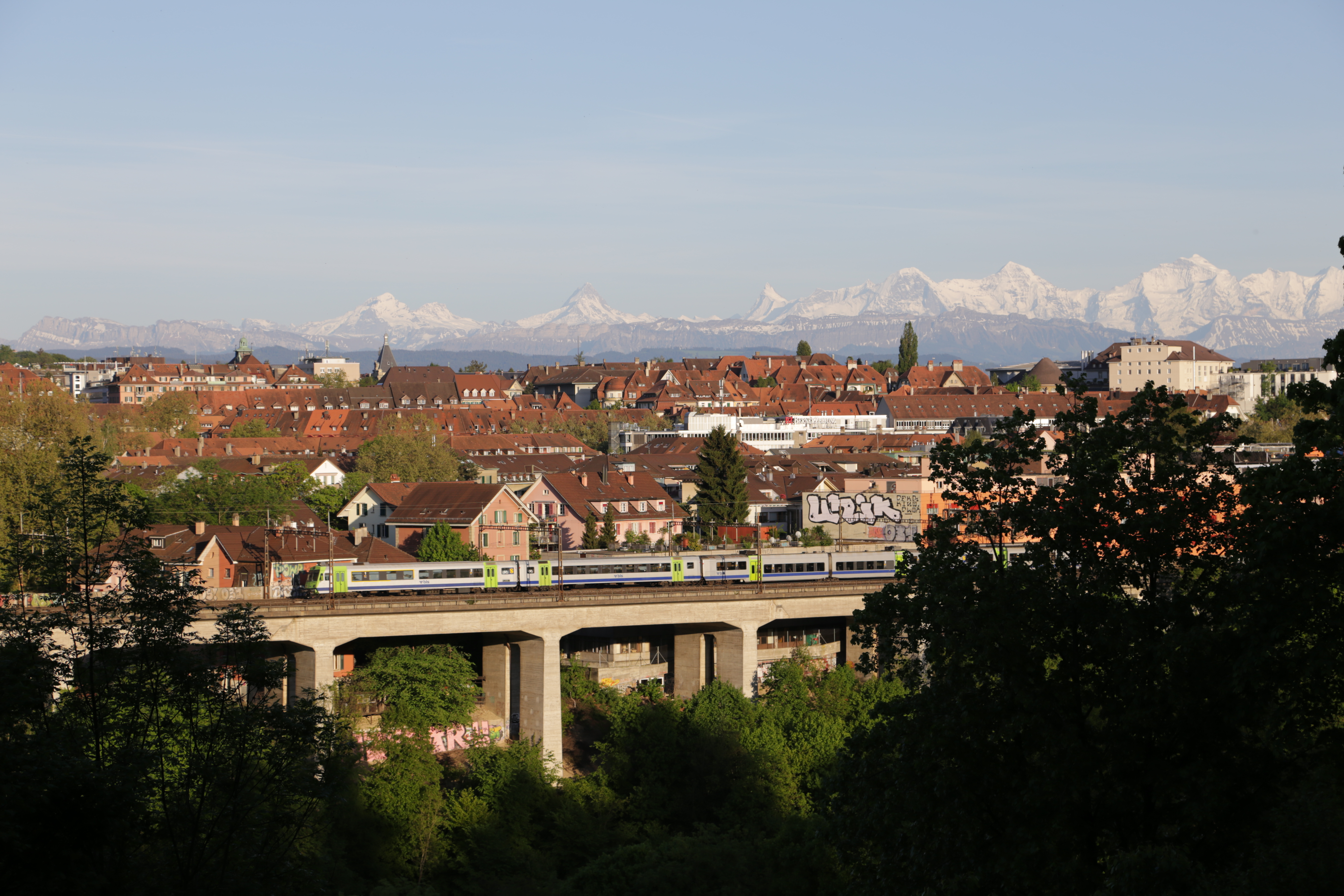
Берн і Альпи
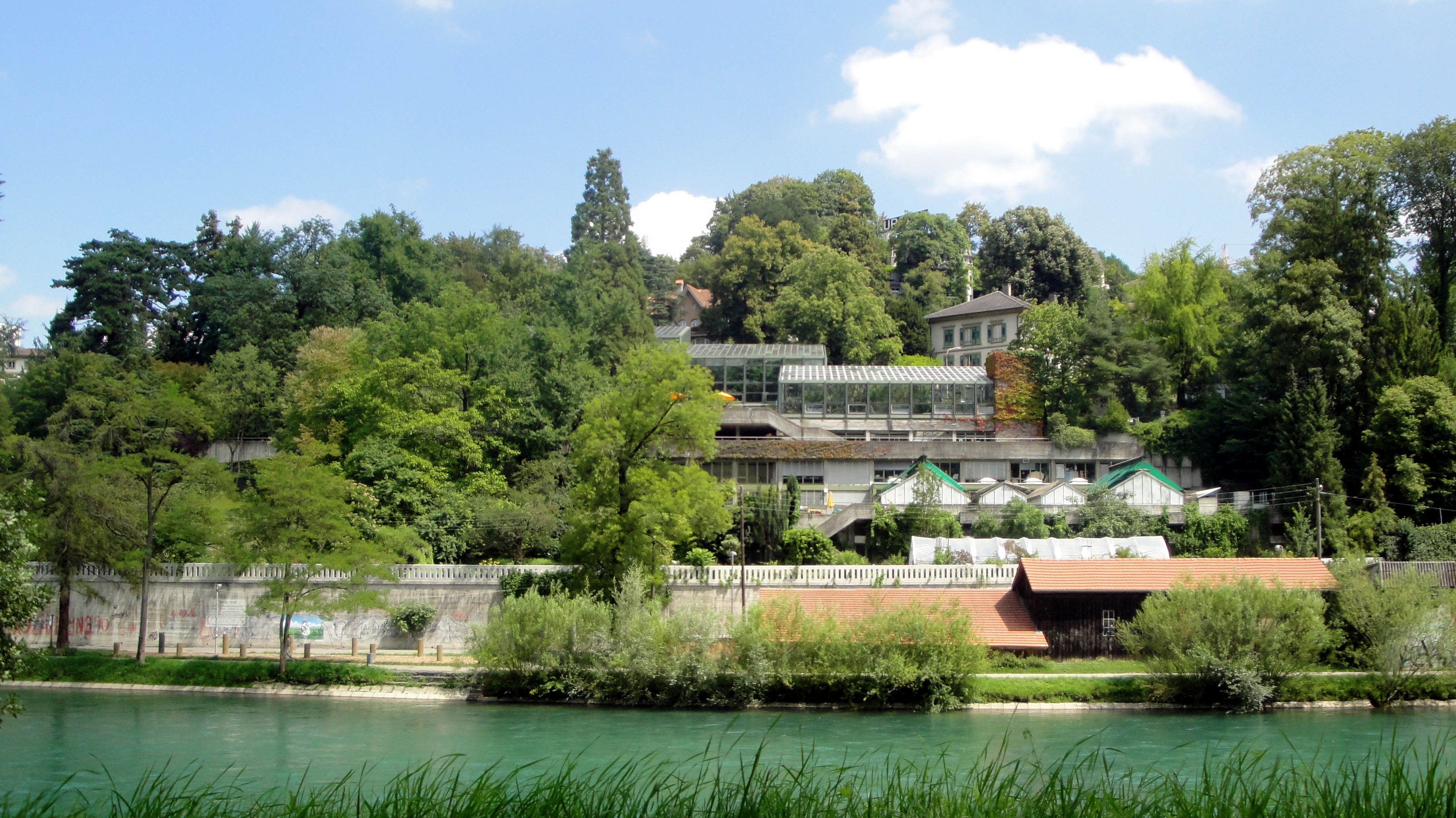
Бернський ботанічний сад
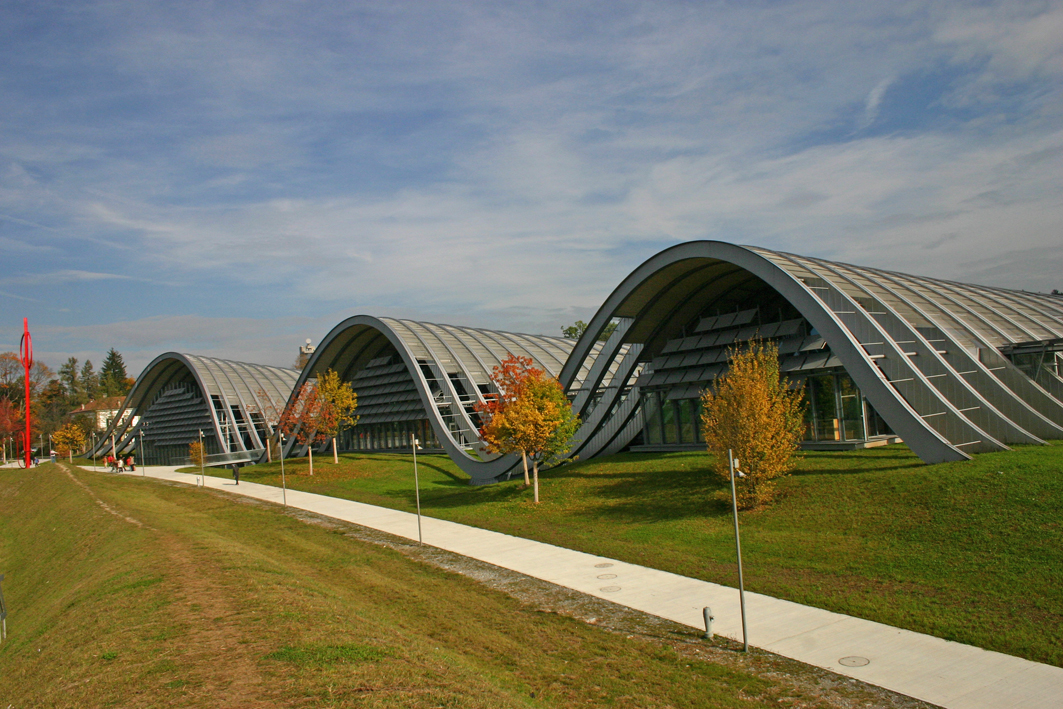
Центр Пауля Клее
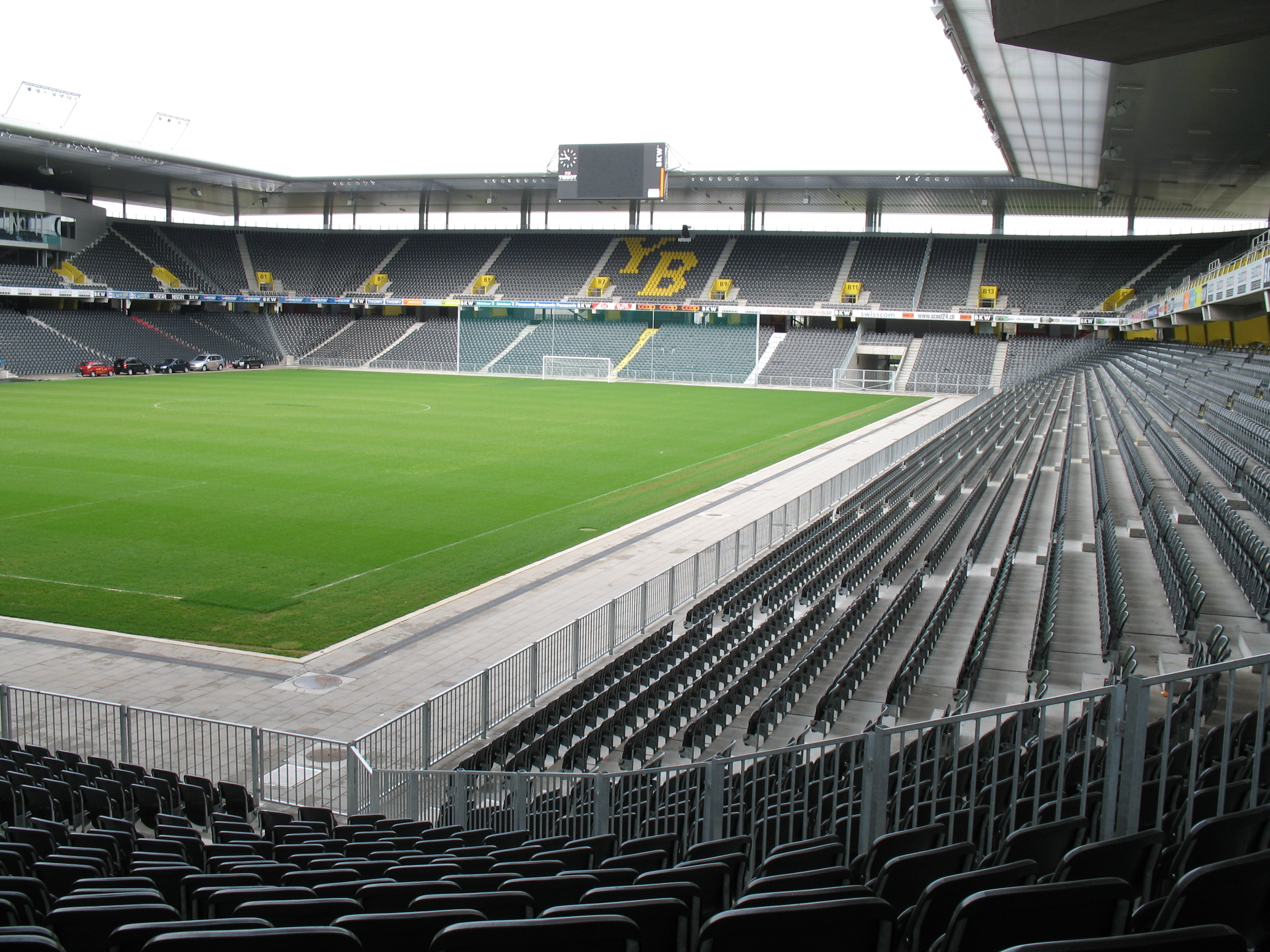
Стадіон Стад де Суїсс